# Europapokal der Landesmeister (Handball) 1982/83
Der Europapokal der Landesmeister 1982/83 war die 23. Austragung des Wettbewerbs, an der 27 Handball-Vereinsmannschaften aus 26 Ländern teilnahmen. Diese qualifizierten sich in der vorangegangenen Saison in ihren Heimatländern für den Europapokal. Der VfL Gummersbach konnte im Finale gegen ZSKA Moskau zum fünften Mal den Pokal gewinnen.

## 1. Runde
|                         | Gesamt |                            | Hinspiel | Rückspiel |
| ----------------------- | ------ | -------------------------- | -------- | --------- |
| Dukla Prag              | 57:32  | HC Raika Köflach           | 29:22    | 28:10     |
| Víkingur Reykjavík      | 62:42  | Vestmanna ÍF               | 35:19    | 27:23     |
| FC Barcelona            | 64:43  | Benfica Lissabon           | 32:25    | 32:18     |
| Hapoel Rehovot          | 75:25  | HB Liverpool               | 40:10    | 35:15     |
| IK Heim                 | 62:49  | Fredensborg/Ski IL         | 32:23    | 30:26     |
| Sporting Neerpelt       | 32:37  | Vlug en Lenig Geleen       | 20:16    | 12:21     |
| Ionikos Nea Filadelfeia | 45:70  | Steaua Bukarest            | 28:34    | 17:36     |
| SC Magdeburg            | 59:42  | Cividin Trieste            | 29:24    | 30:18     |
| HBC Schifflange         | 35:59  | USM Gagny                  | 17:25    | 18:34     |
| Építők Veszprém         | 57:37  | İstanbul Bankası Yenişehir | 26:19    | 31:18     |
| Sjundeå IF              | 46:63  | ZSKA Moskau                | 27:27    | 19:36     |

Skovbakken Aarhus, VfL Gummersbach, Metaloplastika Šabac, Vorjahresfinalist TSV St. Otmar St. Gallen und Titelverteidiger Honvéd Budapest hatten ein Freilos und stiegen damit direkt in das Achtelfinale ein.

## Achtelfinale
|                   | Gesamt |                          | Hinspiel | Rückspiel |
| ----------------- | ------ | ------------------------ | -------- | --------- |
| Skovbakken Aarhus | 38:45  | VfL Gummersbach          | 18:21    | 20:24     |
| Dukla Prag        | 41:34  | Víkingur Reykjavík       | 23:15    | 18:19     |
| FC Barcelona      | 55:24  | Hapoel Rehovot           | 25:16    | 30:80     |
| IK Heim           | 44:36  | TSV St. Otmar St. Gallen | 32:20    | 12:16     |
| Honvéd Budapest   | 56:34  | Vlug en Lenig Geleen     | 30:21    | 26:13     |
| Steaua Bukarest   | 43:45  | Metaloplastika Šabac     | 21:18    | 22:27     |
| SC Magdeburg      | 62:43  | USM Gagny                | 33:16    | 29:27     |
| ZSKA Moskau       | 61:44  | Építők Veszprém          | 31:19    | 30:25     |

## Viertelfinale
|                 | Gesamt |                      | Hinspiel | Rückspiel |
| --------------- | ------ | -------------------- | -------- | --------- |
| Dukla Prag      | 35:35  | VfL Gummersbach      | 19:18    | 16:17     |
| IK Heim         | 34:46  | FC Barcelona         | 16:20    | 18:26     |
| Honvéd Budapest | 39:47  | Metaloplastika Šabac | 19:15    | 20:32     |
| ZSKA Moskau     | 54:49  | SC Magdeburg         | 30:17    | 24:32     |

1. ↑  Der VfL Gummersbach zog aufgrund der Auswärtstorregel in das Halbfinale ein.

## Halbfinale
|                      | Gesamt |              | Hinspiel | Rückspiel |
| -------------------- | ------ | ------------ | -------- | --------- |
| VfL Gummersbach      | 44:38  | FC Barcelona | 21:16    | 23:22     |
| Metaloplastika Šabac | 39:42  | ZSKA Moskau  | 23:17    | 16:25     |

## Finale
Das Hinspiel fand am 24. April 1983 im Moskauer ZSKA-Sportpalast und das Rückspiel am 1. Mai 1983 in der Dortmunder Westfalenhalle statt.
|             | Gesamt |                 | Hinspiel | Rückspiel |
| ----------- | ------ | --------------- | -------- | --------- |
| ZSKA Moskau | 29:32  | VFL GUMMERSBACH | 15:19    | 14:13     |

### Hinspiel
| ZSKA Moskau | ZSKA Moskau | VfL Gummersbach | VfL Gummersbach |
| | Sonntag, 24. April 1983 um 14:00 Uhr in Moskau (ZSKA-Sportpalast) Ergebnis: 15:19 (8:13) Zuschauer: 3.000 Schiedsrichter: Terje Anthonsen, Øivind Bolstad ( Norwegen)                                               |                 |                 |
| Mykola Tomin, Wadim Walejscho – Anatoli Fedjukin , Alexei Schuk, Michail Wassiljew, Adrian Below, Alexander Rymanow, Juri Kidjajew, Jewgeni Tschernyschow, Igor Sasankow, Bjersins Trainer: Juri Solomko | Andreas Thiel, Ulrich Theis – Claus Fey, Heiner Brand , Erhard Wunderlich, Frank Dammann, Dirk Rauin, Thomas Krokowski, Gerd Rosendahl, Franz-Josef Salewski, Markus Hütt, Christian Fitzek Trainer: Petre Ivănescu |                 |                 |
| Fedjukin (8/1) Wassiljew (3) Tomin (1/1) Kidjajew (1) Schuk (1) Bjersins (1) | Dammann (5) Wunderlich (4/2) Salewski (2) Rauin (2) Krokowski (2) Brand (2) Fey (2) |                 |                 |
| Below | Brand |                 |                 |
| Tschernyschow (2×), Rymanow | Dammann, Fey, Brand, Salewski, Rosendahl |                 |                 |
| nur zwei von acht Siebenmeter verwandelt | |                 |                 |

### Rückspiel
| VfL Gummersbach | VfL Gummersbach | ZSKA Moskau | ZSKA Moskau |
| | Sonntag, 1. Mai 1983 um 15:30 Uhr in Dortmund (Westfalenhalle) Ergebnis: 13:14 (4:7) Zuschauer: 12.000 (ausverkauft) Schiedsrichter: Milan Valčić, Milan Mitrović ( Jugoslawien)                              |             |             |
| Andreas Thiel, Ulrich Theis – Claus Fey, Heiner Brand , Erhard Wunderlich, Frank Dammann, Dirk Rauin, Thomas Krokowski, Gerd Rosendahl, Franz-Josef Salewski, Markus Hütt, Christian Fitzek Trainer: Petre Ivănescu | Mykola Tomin, Wadim Walejscho – Anatoli Fedjukin , Alexei Schuk, Michail Wassiljew, Adrian Below, Alexander Rymanow, Juri Kidjajew, Jewgeni Tschernyschow, Wassili Baran, Igor Sasankow Trainer: Juri Solomko |             |             |
| Wunderlich (7/3) Frey (4) Krokowski (2) | Baran (7/4) Kidjajew (2) Schuk (2) Wassiljew (2) Fedjukin (1) |             |             |
| Fey | Rymanow |             |             |
| Rosendahl | Below, Kidjajew, Tschernyschow |             |             |